# BITalino
BITalino je elektronická stavebnice, jejíž jednotlivé moduly slouží ke sběru a zpracování biometrických dat. Lze ji využít nejen k profesionální tvorbě prototypů, ale díky nízké ceně také k výuce na školách, kreativní činnosti i zábavě a nahlédnout tak do oblasti, která byla dosud přístupná pouze přes specializované a drahé technologie.
Stavebnici vyrábí portugalská společnost PLUX wireless biosignals S.A. od roku 2013.

## Platforma

### Hardware
Srdcem stavebnice je modul MCU, obsahující mikrokontrolér AVR ATMega328P, který převádí analogové signály ze Senzorů na digitální.
Další důležité moduly:
- BT – Bluetooth pro bezdrátovou komunikaci,
- PWR – napájecí, s vestavěným nabíječem baterie přes micro-USB rozhraní,
- Elektromyografie – senzor ke snímání signálů ze svalů a nervů,
- EDA – senzor Elektrodermální aktivity (v podstatě vodivosti kůže),
- LUX – senzor osvětlení – fotodioda,
- ECG – senzor srdeční aktivity (Elektrokardiogram, tj. EKG),
- ACC – senzor změn pohybu – akcelerometr,
- LED – dioda LED pro signalizaci.

### Software
Ke zpracování, uložení a zobrazení dat (i v reálném čase) slouží aplikace OpenSignals. Kromě toho lze využít API pro celou řadu platforem (Android, Arduino, C++, Java,...).